# Corbi (cognome)
Corbi è un cognome di lingua italiana.

## Varianti
Corbella, Corbelli, Corbellini, Corbellino, Corbello, Corbetta, Corbetti, Corbetto, Corbin, Corbinelli, Corbini, Corbino, Corbo, Corboli, Corboni, Corbu, Corbucci.

## Origine e diffusione
Il cognome è tipicamente settentrionale.
Potrebbe derivare da un toponimo o dal termine corba, "cesta", o dal corvo, animale; è affine al cognome Corvi.

## Persone
- Augusto Corbi (1837-1901) – architetto e restauratore italiano
- Benedetta Corbi (1964) – giornalista e conduttrice televisiva italiana
- Bruno Corbi (1914-1983) – pubblicista, politico e partigiano italiano
- Gianni Corbi (1926-2001) – giornalista italiano